# Citroën Dyane
Die Dyane war ein populäres Auto-Modell des französischen Automobilherstellers Citroën. Technisch basiert der Wagen auf dem Citroën 2CV. Ziel war es, die Lücke zwischen dem spartanischen 2CV und dem nächstgrößeren Ami 6 zu schließen.
Die Dyane wurde zwischen Spätsommer 1967 und Mitte 1983 in 1,4 Millionen Exemplaren gebaut. Von Sommer 1978 bis Ende 1987 wurden außerdem 253.000 Citroën Acadiane gebaut, ein der Dyane entsprechender Lieferwagen und Nachfolger der sogenannten „Kastenente“.

## Entwicklungsgeschichte

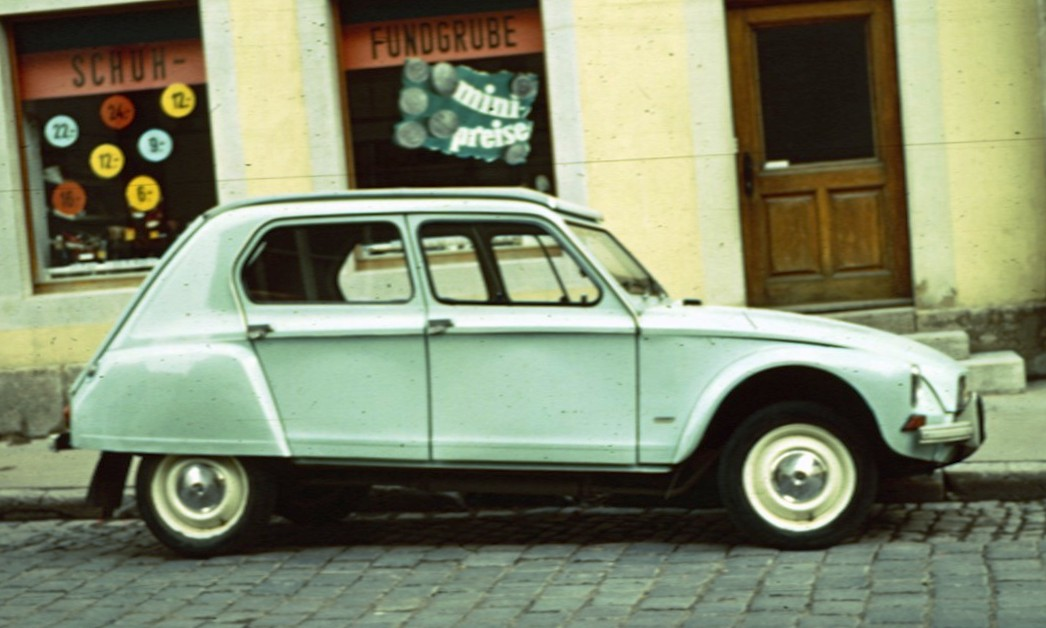
Die ersten Modelle hatten noch kein drittes Seitenfenster in den C-Säulen

Der intern mit dem Kürzel AYA (und folgende) bezeichnete Wagen war eine Reaktion auf die sinkenden Verkaufszahlen des 2CV und auf den durchschlagenden Erfolg des neuen Konkurrenten Renault 4. Citroën betrachtete die Dyane zwar nicht als Nachfolger des 2CV – sie sollte die Lücke zwischen 2CV und Ami 6 schließen –, doch wird sie allgemein als solcher betrachtet. Durch die Verwendung eines verbesserten 2CV-Zweizylinder-Boxermotors war die Dyane in Frankreich steuerlich günstiger als der R4. Ein Großteil der Entwicklungsarbeit geht auf Studien des von Citroën übernommenen Automobilherstellers Panhard zurück. Hier findet sich auch die Erklärung für den Namen des Wagens, der nichts mit der römischen Jagdgöttin Diana zu tun hat. Typische Namen im Hause Panhard waren Dyna oder Dynavia, die wohl Assoziationen zu Dynamik wecken sollten. Obwohl die Dyane den 2CV nicht ablösen konnte, war sie immer Vorreiter bei technischen Neuerungen. In Lizenz wurde die Dyane in Jugoslawien von Tomos und im Iran von SAIPA gebaut.

## Technik
Die Technik der Dyane war eng verwandt bzw. identisch mit der des 2CV oder des Ami 6. Wie bei ihren Schwestermodellen ruhte die Stahlblechkarosserie auf einem Plattformrahmen. Der frontgetriebene Wagen hatte eine Einzelradaufhängung mit längsliegenden Schraubenfedern. Auch die Dyane hat ebenso wie der 2CV nur einen Längslenker je Vorderrad, sodass sich dieselben ungewöhnlichen Lenkeigenschaften wie beim 2CV ergeben. 1977 ersetzten Scheibenbremsen die Trommelbremsen an der Vorderachse.
Die Karosserie veränderte ihr Äußeres während der gesamten Bauzeit kaum. Lediglich ein drittes Seitenfenster (1969) sowie verschiedene kleinere Detaillösungen wurden eingeführt. Die Limousine verfügte vorne über Schiebefenster bzw. die für den spanischen Markt gefertigten Fahrzeuge auch Kurbelfenster. Das Kofferraumvolumen betrug 254 Liter, konnte durch Umklappen der Fondbank jedoch beträchtlich vergrößert werden. Trotz des sehr einfachen Aufbaus und der altmodischen Formgebung hatte die Karosserie der Dyane mit Blick auf die Entwicklung moderner Kompaktwagen anderen Automobilherstellern dieser Zeit einiges voraus.

### Motor
Alle Motoren waren luftgekühlte Boxermotoren mit unterschiedlichen Hubräumen. Verglichen mit dem seinerzeit gebauten 2CV blieb es anfangs beim gleichen Motor mit 425 cm³, wobei die Motorleistung zum Ausgleich der höheren Leermasse um 2 PS angehoben wurde. Auch der 602-cm³-Motor aus dem Citroën Ami 6 kam zuerst in die Dyane. Diese Motoren gab es später auch im 2CV.

## Modellvarianten

### Dyane / Dyane 3

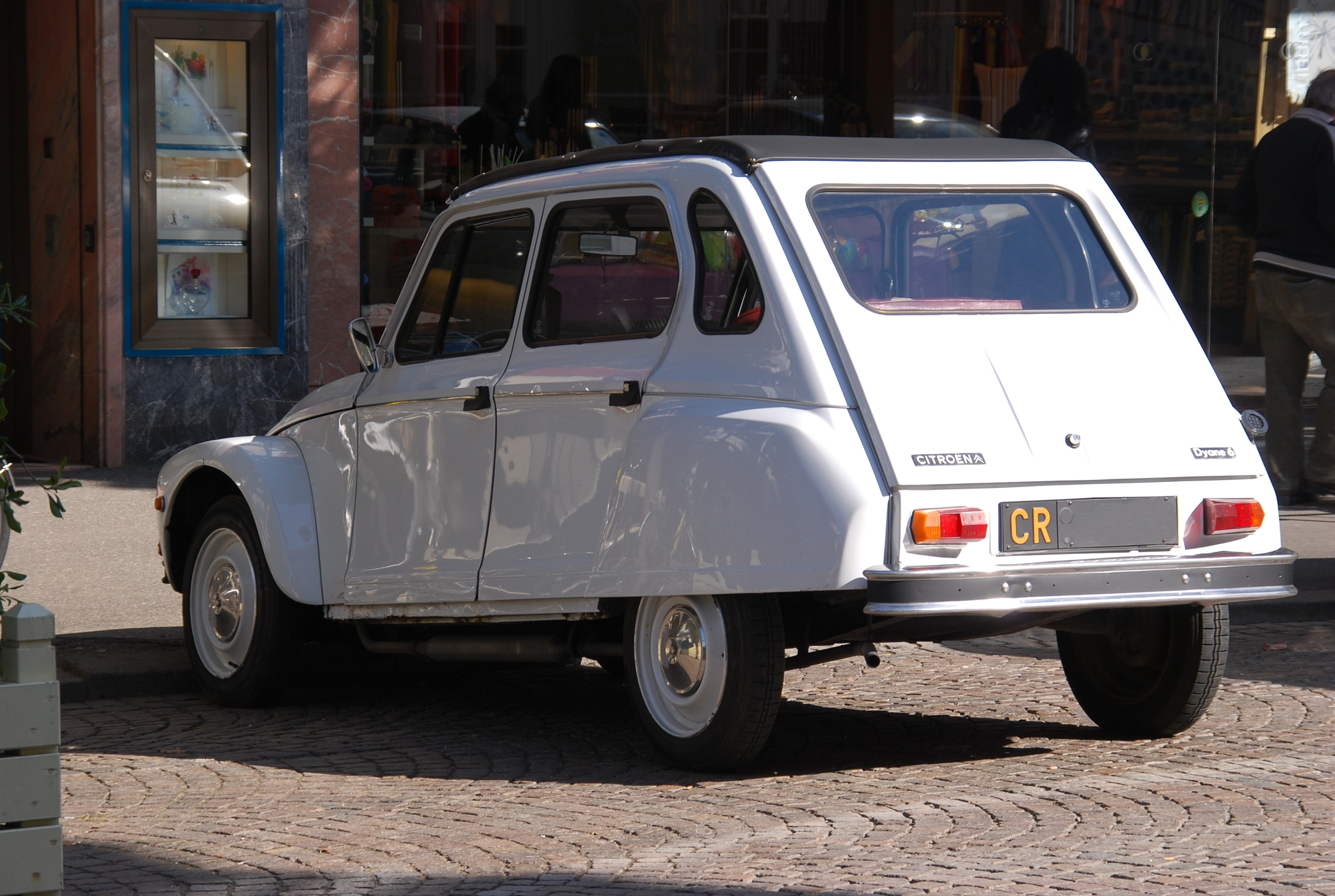
Citroën Dyane 6

Anfangs wurde das Fahrzeug in drei Ausstattungsvarianten angeboten und von 1967 bis 1968 unter dem Namen Dyane vermarktet. Werksinterne Bezeichnungen der Varianten waren AYA, AYA2 und AYA3. Die schlichte Basisversion „Luxe“ wurde durch die etwas besser ausgerüstete Version „Confort“ ergänzt. Als „Commerciale“ wurden Fahrzeuge mit umklappbarer Rücksitzbank angeboten, die auch Dyane 3 genannt wurde. Der Motor stammte aus dem 2CV und leistete durch höhere Verdichtung 13 kW (18 PS) aus 425 Kubikzentimetern. Auffälligster Unterschied der Karosserie zu späteren Modellen war das fehlende dritte Seitenfenster in der C-Säule.

### Dyane 4
Ab 1969 hieß das Basismodell Dyane 4. Der Hubraum des Motors wurde auf 436 Kubikzentimeter erhöht. Die Leistung betrug nun 18 kW (24 PS). Das als AYA2 bezeichnete Modell wurde bis 1975 angeboten.

### Dyane 6
Die Dyane 6 (AYCB) erhielt 1968 zunächst aus dem Ami 6 einen 602-cm³-Motor; dieser leistete anfangs 18 kW (24,5 PS), später 21 kW (28 PS) und ab 1970 über 24 kW (32 PS). Sie verfügte von Anfang an über eine 12-Volt-Bordelektrik. Die Motoren fanden später alle Einzug in den 2CV und unterschieden sich nur durch die höhere Verdichtung, die der Dyane einen kleinen Leistungsvorsprung bewahrte. Ebenso wie bei der Dyane 3 war weiterhin eine klappbare Rückbank als Sonderzubehör erhältlich.
Im Februar 1981 kostete der Wagen 8790 DM (incl. MwSt.)
Im Juni 1983 wurde die Produktion eingestellt.

## Einstufung im französischen Steuer- und Versicherungssystem
Die Dyane war ein Bindeglied zwischen dem „2 CV“ und dem „Ami 6“, der im Volksmund wegen seiner Einstufung als „3 CV“ bekannt war. Tatsächlich rangierte die Dyane mit allen Motoren bei 2 CV und lediglich mit dem 0,6-Liter-Motor mit 3 CV. Die Einstufung erfolgte also genauso wie bei dem kleineren Schwestermodell.

## Derivate

### Méhari

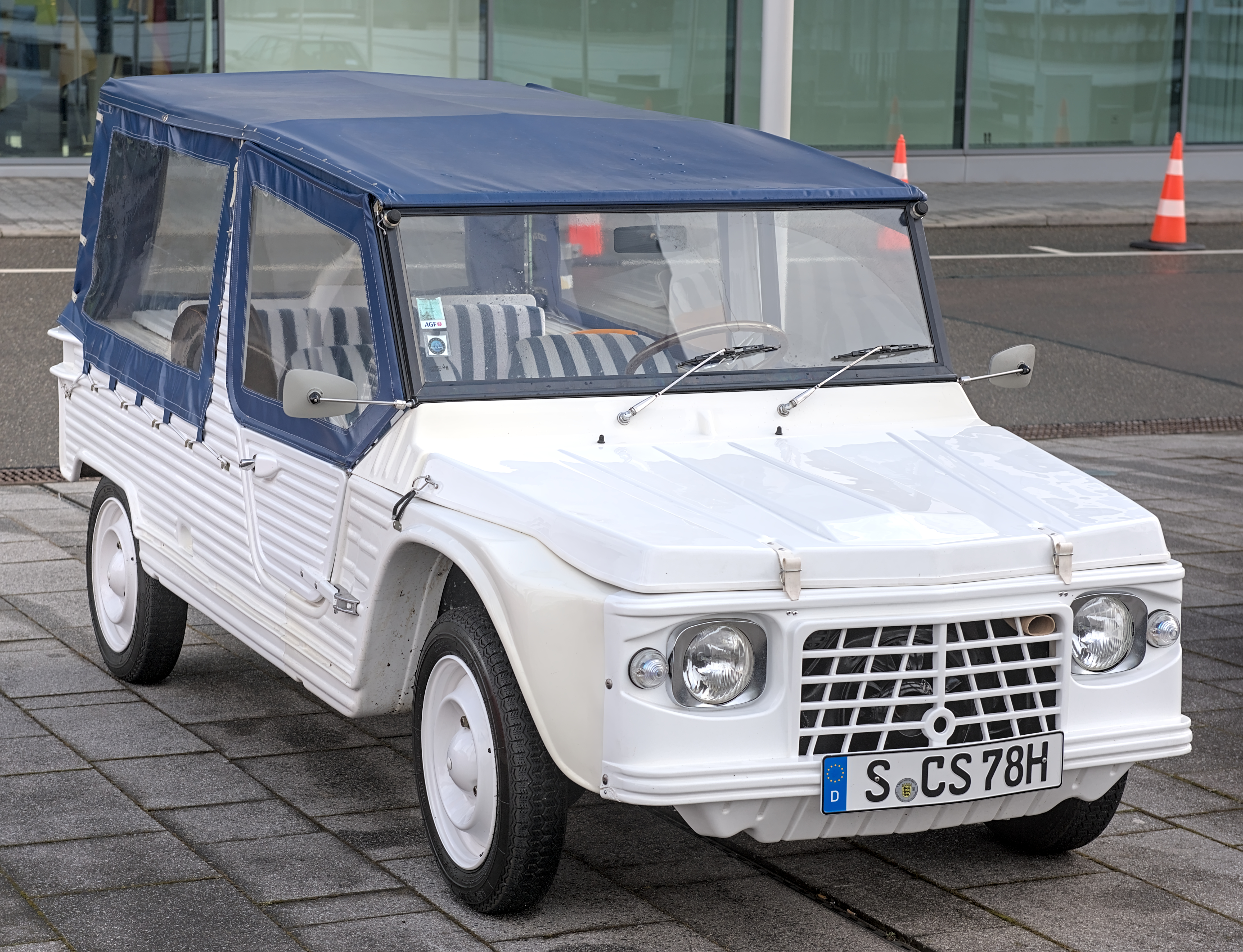
Citroën Méhari

Zeitgleich mit der Dyane nahm Citroën auch den Citroën Méhari ins Verkaufsprogramm auf. Der mit der Dyane technisch verwandte leichte Geländewagen wurde von Citroën ebenfalls als Dyane katalogisiert. Für den Méhari wurde die gleiche Plattform verwendet, auf die allerdings eine leichte Kunststoffkarosserie montiert wurde.
Der Méhari wurde von Mitte 1968 bis Ende 1987 produziert und intern AYCA und 4×4 AYCE genannt, Letzteres bezeichnete die allradgetriebene Variante.

### Acadiane

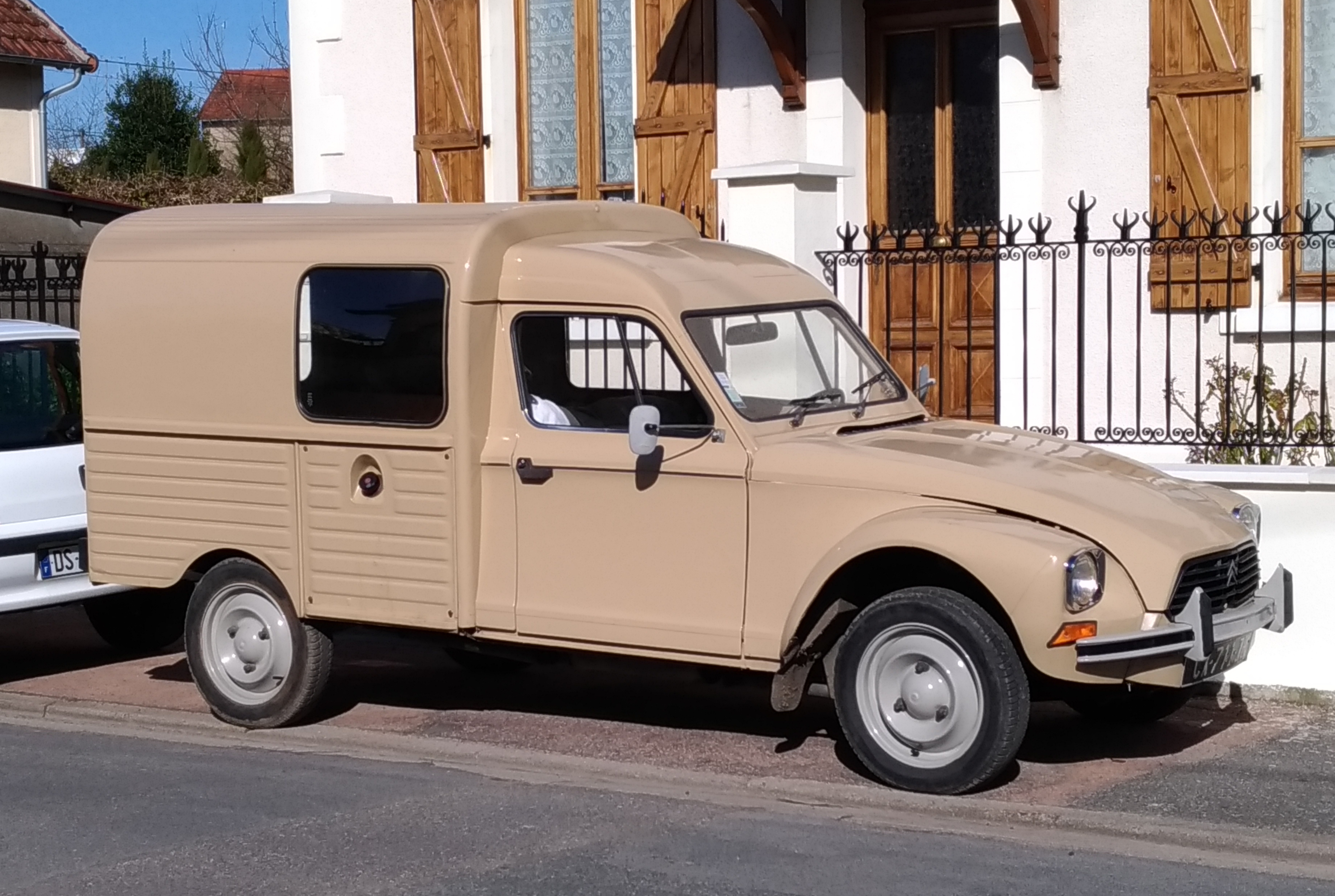
Citroën Acadiane

Citroën Acadiane (AYCD) hieß der Lieferwagen auf Basis der Dyane. Er wurde von Sommer 1978 bis Ende 1987 produziert.